# Neotomys ebriosus
Neotomys ebriosus (Thomas, 1894) è un roditore della famiglia dei Cricetidi, unica specie del genere Neotomys (Thomas, 1894), diffuso nell'America meridionale.

## Descrizione

### Dimensioni
Roditore di piccole dimensioni, con la lunghezza della testa e del corpo tra 97 e 149 mm, la lunghezza della coda tra 65 e 86 mm, la lunghezza del piede tra 21 e 26 mm, la lunghezza delle orecchie tra 17,5 e 19 mm e un peso fino a 69 g.

### Caratteristiche craniche e dentarie
Il cranio presenta le ossa nasali molto larghe, i margini della regione inter-orbitale e le arcate zigomatiche sono paralleli. I fori palatali sono corti. Gli incisivi superiori sono attraversati da un solco longitudinale.
Sono caratterizzati dalla seguente formula dentaria:

### Aspetto
La pelliccia è lunga e molto densa. La pelliccia è bruno-grigiastra con dei riflessi rossastri sulla groppa, mentre le parti ventrali sono bianche o grigie con la base dei peli grigio scura. La punta e i lati del muso sono rossastri. Le orecchie sono grandi, larghe, arrotondate e ricoperte di peli fulvo-brunastri. Il dorso delle zampe è biancastro con dei riflessi bruno-rossastre. Il pollice è munito di un'unghia, mentre le altre dita hanno artigli piccoli. La coda è più corta della testa e del corpo, è scura sopra, bianca sotto e ricoperta densamente di piccoli peli.

## Biologia

### Comportamento
È una specie terricola.

### Alimentazione
Si nutre di parti vegetali.

### Riproduzione
Danno alla luce 1-2 piccoli alla volta.

## Distribuzione e habitat
Questa specie è diffusa dal Perù centrale all'Argentina nord-occidentale.
Vive nelle radure e nelle steppe in prossimità di corsi d'acqua e zone umide tra 2.500 e 4.600 metri di altitudine.

## Tassonomia
Sono state riconosciute 2 sottospecie:
- N.e.ebriosus: Perù centrale e sud-orientale, estrema parte settentrionale del Cile, Bolivia centro-occidentale;
- N.e.vulturnus (Thomas, 1921): Bolivia meridionale, Argentina nord-occidentale.

## Conservazione
La IUCN Red List, considerato il vasto areale e nonostante l'habitat della popolazione peruviana sia in declino, classifica N.ebriosus come specie a rischio minimo (Least Concern).